# Wilayut
Wilayut is een bestuurslaag in het regentschap Sidoarjo van de provincie Oost-Java, Indonesië. Wilayut telt 2753 inwoners (volkstelling 2010).